# A-37 (航空機)
A-37 ドラゴンフライ
OA-37B
- 用途：攻撃機
- 分類：攻撃機
- 製造者：セスナ・エアクラフト社
- 運用者：アメリカ空軍 他
- 初飛行：1954年＊原型機
- 生産数：39+577機

A-37は、セスナ社が開発した軽攻撃機(COIN機)である。愛称はドラゴンフライ(DragonFly：トンボの意)。
同社のジェット練習機T-37を基にしているが、全く別の機体と言っていいほどに改良されており、簡素な機体設計と設備が整っていない飛行場でも運用可能な扱いやすさからアジア・中南米の中小国で広く採用された。また、ジェット練習機の軽攻撃機化のはしりとなった機体でもある。

## 概要

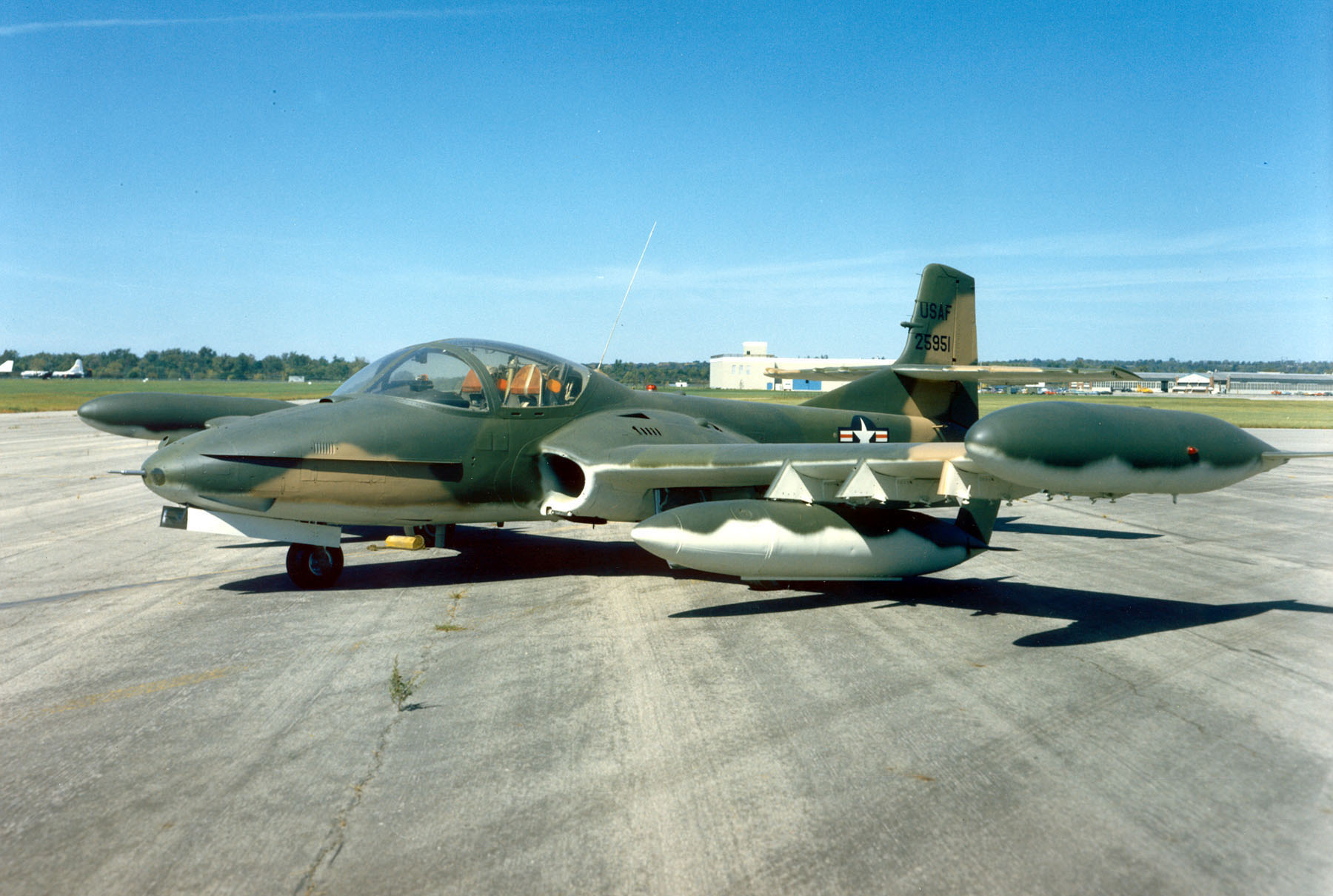
YA-37A

1960年代初期、東南アジアにおいて南ベトナム解放民族戦線やパテート・ラーオ、クメール・ルージュ、新人民軍などの共産系ゲリラの活動が活発化しており、アメリカは対抗策の一つとして、親米国にCOIN機としての運用が可能なA-1スカイレイダー（旧米海軍機）やT-28Dトロージャン（旧米空軍機）を供与していたが、A-1、T-28共に1957年に製造終了となっており、将来的に機体の損耗補充や補修用部品の供給が困難になることが予想された。これに対処する形で、T-37の機体を基にしてアメリカ空軍の親米中小国向け新型COIN機開発要求に基づいて設計開発された機体である。
原型となったT-37を武装化する計画は早くからあり、まず主翼下にハードポイントを設けて武装の搭載を可能にしたT-37Cの評価試験を行った後、さらなる性能向上の要求を受け本格的な軽攻撃機型としたXAT-37Dを開発し評価試験を行ったが、アメリカ空軍のCOIN機への関心が一時薄れたため計画は中止された。しかしベトナム戦争の激化によって再びCOIN機の必要性が高まると、アメリカ空軍はXAT-37Dを元にしたYA-37Aを実戦に投入し評価することを決め、T-37Bの生産機のうち39機が改装の上A-37Aとして配備された。
A-37Aは1967年8月より4ヶ月間、ベトナムにおいて『コンバット・ドラゴン』の作戦名で近接航空支援を始めとして救難ヘリコプター護衛、前線航空管制 (FAC)、夜間阻止攻撃などの実戦評価が行われた。結果は良好であり、特に爆撃精度は極めて正確であった一方で、ロイター飛行時間の不足などの指摘もあった。この結果から得られた戦訓を元に各所を改修したA-37Bは同年に50機以上が正式発注され、すべて新造機として生産された。
A-37Bは南ベトナム空軍にA-1の後継機として187機が供与されたが、1975年4月30日の南ベトナム敗北によって95機が統一後のベトナム空軍に鹵獲され（残りの92機はタイへ逃亡後アメリカへ返還）、F-5と同様にカンボジア侵攻や中越戦争の頃まで戦力として運用されたが、予備部品の枯渇から一部の機体がポーランド、旧ソ連、旧東ドイツに送られたり、ベトナム国内の軍事博物館に展示されたり、海外の軍用機コレクターに売却されるなどされた。
アメリカ空軍では第一線部隊から退役した後、空軍州兵や空軍予備役部隊に配備され、一部の機体はOA-37Bとして前線航空管制（FAC）任務に就けるように通信装置の強化改造を施されたが、1992年までにより高性能のA-10に更新され、中古機は韓国やラテンアメリカ諸国へ輸出・供与された。ドミニカ共和国やウルグアイでは本機が唯一の作戦用ジェット機であったため、麻薬密輸機を取り締まる「空中戦闘」任務にも使用されていた。ペルーでも同様の任務に使用されていたが、2001年4月にアメリカ人宣教師一家を乗せたセスナ185を誤射して墜落させた事件も発生している。

## 特徴
A-37は単にT-37を武装化しただけの機体ではなかった。
- より強力なエンジンを搭載し最大離陸重量を増加
- 翼端に360ℓ増槽を固定装備
- 対地攻撃用電子機器の搭載
- コックピットや燃料タンクの防弾化
- 大直径の車輪とタイヤを採用
- 固定武装として機首にGAU-2B/A 7.62mmミニガンを装備

など、改修箇所は多岐に渡る。
コックピットはT-37と同様の並列複座だが、作戦運用は基本的に1名で行われ、兵装スイッチや照準器も正パイロットが座る左席にのみ備わっていた。また、中高度以下での戦闘を想定していたため、機内は与圧されていないままであった。

## 各型
YA-37A
XAT-37Dより改称。2機製作。
A-37A
実戦評価試験用先行量産型。以下の点をT-37Bより改修して製作。39機製造。
エンジンを強力なJ85-GE-5に換装し、6ヶ所（後に8ヶ所に増加）のハードポイントを追加、通信・航法機材を更新した。
A-37B
A-37Aの運用結果を基に改良された本格量産型。557機製造。
エンジンはより強力なJ85-GE-17Aを搭載し、機体構造を強化したことで、最大離陸重量はT-37の2倍以上に達した。
機首には空中給油プローブを固定装備。

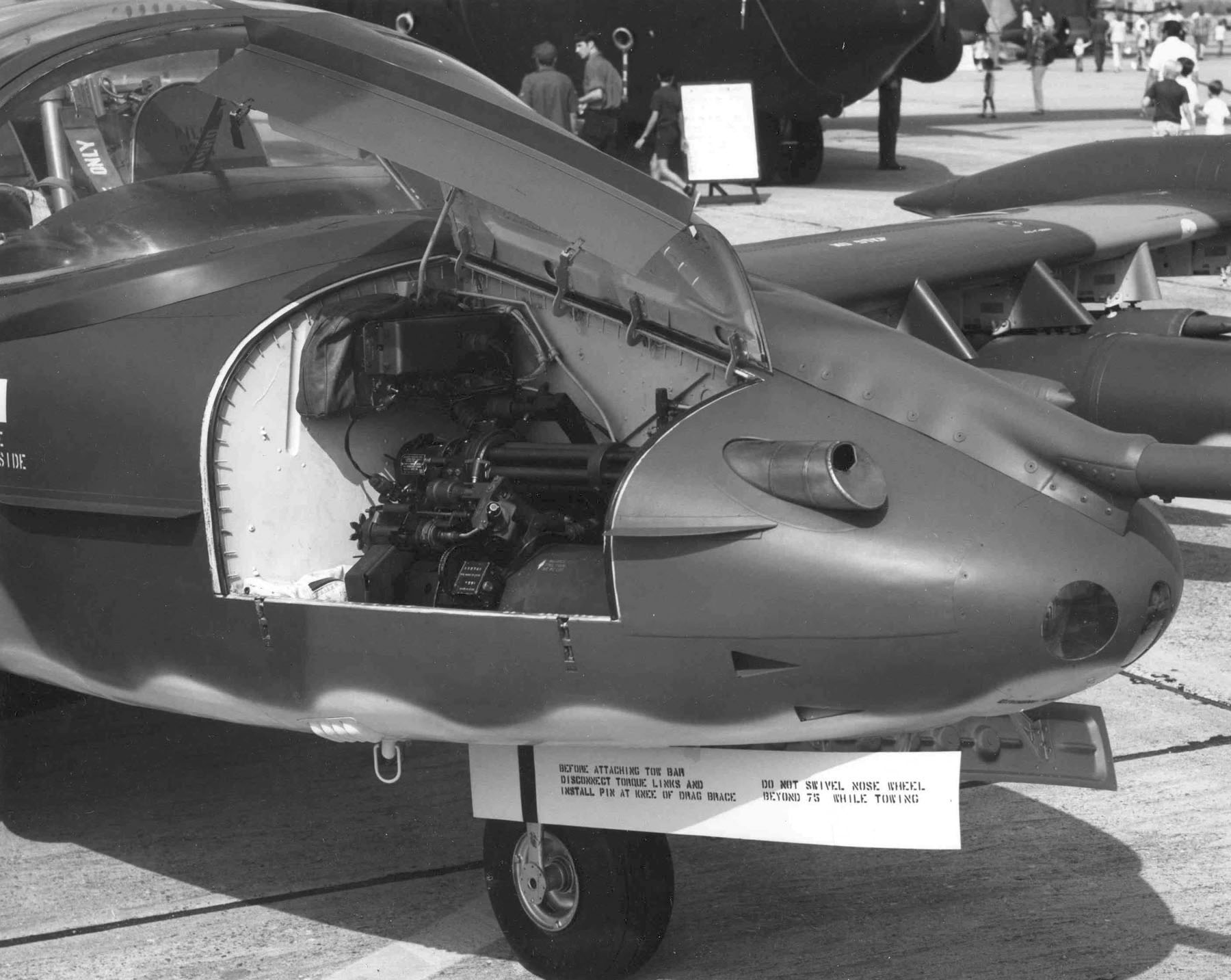
A-37Bの機首部分内部に搭載されたGAU-2B/A 7.62mmミニガン
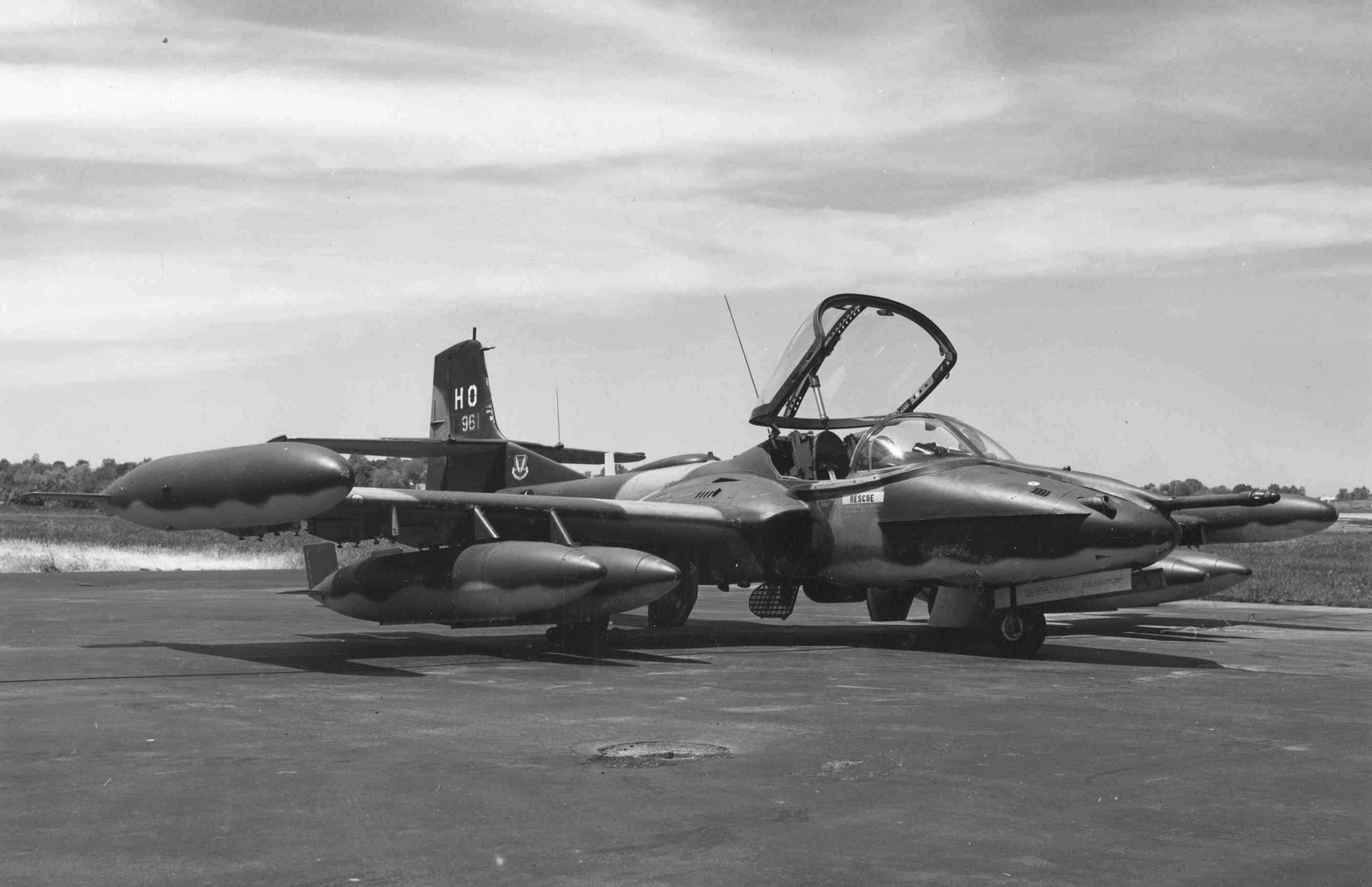
A-37B。機首からまっすぐ伸びた棒が空中給油プローブ

OA-37B
A-37Bの通信装備を改修し、前線航空管制機(FAC機)とした改修型。

## 使用国
- アメリカ合衆国

アメリカ空軍
- ウルグアイ

ウルグアイ空軍：12機
- エクアドル

エクアドル空軍：12機
退役済み。
- エルサルバドル

エルサルバドル空軍：1970年代にアメリカから反共援助の一環として、10機のA-37と5機のOA-37を譲渡された。2013年にはチリから10機のA-37B中古機を購入し、2024年時点で14機のA-37Bと5機のOA-37Bを保有している。
- カンボジア

カンボジア空軍
退役済み。
- グアテマラ

グアテマラ空軍：13機
退役済み。
- コロンビア

コロンビア空軍：14機
後に12機を追加購入。退役済み。
- タイ

タイ空軍
退役済み。
- 韓国

大韓民国空軍
1975年に旧南ベトナム軍のA-37Bを23機、米国から供与された。2007年に退役し、T/A-50とKA-1が配備される予定。退役した機体はパキスタンとペルーが購入を希望していたが、2006年にペルーへの売却が決定した。
また、第239戦術戦闘飛行隊に配備された10機のA-37Bは韓国空軍アクロバットチーム「ブラックイーグルス」として活動していたが、もともと曲技飛行に難がある機体である上に、老朽化から2006年に墜落事故を起こし、2007年のソウルエアショーを最後に引退した。こちらにもT-50が替わりに配備された。
- チリ

チリ空軍：34機
退役済み。
- ドミニカ共和国

ドミニカ空軍：8機
1984年から8機を導入し、2002年まで運用。ハリケーン被害により全損。現在はスーパーツカノに更新されている。
- 南ベトナム

南ベトナム空軍：187機
うち95機が北ベトナムに鹵獲され、ベトナム空軍で運用された。
- ペルー

ペルー空軍：15機
エクアドルとのパクイシャ戦争、セネパ戦争で、ミラージュV戦闘機の援護を受けて対地攻撃に従事した。韓国空軍から中古機8機を購入している。
- ホンジュラス

ホンジュラス空軍：6機
- パナマ

パナマ空軍（現・パナマ航空保安隊）：機数不明
詳細不明（1980年代に購入、パナマ侵攻時に米軍によって全機破壊されたといわれる）。

## スペック (A-37B)
要目
- 乗員：2名
- 全長：9.79m
- 全幅：11.71m
- 全高：2.82m
- 翼面積：17.1m2
- 空虚重量：2,815kg
- 最大離陸重量：6,800kg

A-37 三面図

- エンジン：ゼネラル・エレクトリック J85-GE-17Aターボジェット(12.7kN)×2基

性能
- 最高速度：770km/h=M0.63
- 巡航速度：480km/h=M0.39
- 航続距離：1,480km
- 実用上昇限度：12,700m

武装
- 機銃：GAU-2B/Aミニガン1挺（7.62mm NATO弾618発）
- 爆弾：主翼下8ヶ所のハードポイントに、2,720kgまでの無誘導爆弾、クラスター爆弾、ナパーム弾、ハイドラ70ロケット弾ポッド、5inズーニー・ロケット弾ポッド、機関砲ポッド、ドロップタンクを搭載可能。

## 登場作品

### 小説
- 『ベトナム秘密指令』（大藪春彦）